# IC 464
IC 464 ist eine elliptische Galaxie vom Hubble-Typ E5 im Sternbild Luchs am Nordsternhimmel. Sie ist rund 217 Millionen Lichtjahre von der Milchstraße entfernt und hat einen Durchmesser von etwa 50.000 Lichtjahren.

Im selben Himmelsareal befinden sich unter anderem die Galaxien NGC 2340, IC 460, IC 461, IC 463.
Das Objekt wurde am 31. Januar 1851 vom irischen Astronomen Bindon Blood Stoney, einem Assistenten von William Parsons, entdeckt.